# Доминиканская квакша
Доминиканская квакша (лат. Osteopilus dominicensis) — вид бесхвостых земноводных из семейства квакш. Эндемик острова Гаити.
Общая длина тела составляет 10—12 см. Наблюдается половой диморфизм — самки крупнее самцов. Имеет невероятно широкую голову, неуклюжее тело, бородавчатую кожу, большие выпученные глаза. Кожа головы прирастает к черепу и неподвижна. Самец имеет два голосовых мешка, расположенных не под горлом, а по углам рта. На внутренней стороне первого пальца передних конечностей в период размножения развиваются чёрные брачные мозоли. Окраска самки сверху, за исключением сугубо бурой головы, желтовато-серая с тёмным расплывчатым мраморным рисунком. На передних и задних ногах присутствуют выразительные поперечные полосы. Брюхо без пятен, беловатое. Самец в брачном наряде тёмно-коричневый с бронзовым отливом и яркими зелёными пятнами.
Любит субтропические или тропические сухие и влажные леса, кустарники, болота, пресноводные озёра, пастбища, плантации, сельские сады, городские районы, ставки, орошаемые земли. Встречается на высоте до 2000 метров над уровнем моря. Активна ночью. При испуге кожа квакши покрывается беловатыми выделениями, раздражающими слизистую оболочку. Питается преимущественно насекомыми, иногда маленькими грызунами.
Самка откладывает в воду до 1000 яиц.